# David McCormack
David Joseph McCormack (Bronx, Nueva York; 2 de julio de 1999) es un jugador de baloncesto estadounidense que pertenece a la plantilla del Alba Berlin de la Basketball Bundesliga. Con 2,08 metros de estatura, juega en la posición de pívot.

## Trayectoria deportiva

### Universidad
Es un pívot formado en la Norfolk Academy de Norfolk, Virginia y en la Oak Hill Academy de Boca Wilson, Virginia, antes de ingresar en 2018 en la Universidad de Kansas en Lawrence, Kansas, donde jugó durante cuatro temporadas la NCAA con los Kansas Jayhawks, desde 2018 a 2022.

#### Estadísticas
| Año     | Equipo | PJ  | PT | MPP  | %TC  | %3P   | %TL  | RPP | APP | ROB | TPP | PPP  |
| ------- | ------ | --- | -- | ---- | ---- | ----- | ---- | --- | --- | --- | --- | ---- |
| 2018–19 | Kansas | 34  | 13 | 10.7 | .625 | –     | .600 | 3.1 | .4  | .2  | .4  | 3.9  |
| 2019–20 | Kansas | 29  | 18 | 14.7 | .529 | .000  | .813 | 4.1 | .6  | .4  | .4  | 6.9  |
| 2020–21 | Kansas | 29  | 28 | 23.1 | .515 | 1.000 | .796 | 6.1 | 1.1 | .7  | 1.0 | 13.4 |
| 2021–22 | Kansas | 40  | 37 | 21.9 | .508 | .000  | .756 | 7.0 | .9  | .6  | .8  | 10.6 |
| Total   | Total  | 132 | 96 | 17.7 | .527 | .200  | .760 | 5.2 | .8  | .4  | .5  | 8.7  |

### Profesional
Tras no ser elegido en el Draft de la NBA de 2022, el 28 de julio de 2022, firma por el Beşiktaş de la BSL turca.
El 26 de julio de 2023 fichó por el Darüşşafaka S.K., también de la Basketbol Süper Ligi.
El 8 de diciembre de 2023 fichó por el Galatasaray Ekmas.
El 3 de agosto de 2024 fichó por el Olimpia Milano de la Lega Basket Serie A italiana. tras disputar solo cuatro partidos con el equipo italiano, el 25 de noviembre fichó por el Alba Berlin de la Basketball Bundesliga.